# La Nocle-Maulaix
La Nocle-Maulaix est une commune française située dans le département de la Nièvre, en région Bourgogne-Franche-Comté.

## Géographie

### Climat
Pour des articles plus généraux, voir Climat de la Bourgogne-Franche-Comté et Climat de la Nièvre.
En 2010, le climat de la commune est de type climat océanique dégradé des plaines du Centre et du Nord, selon une étude du Centre national de la recherche scientifique s'appuyant sur une série de données couvrant la période 1971-2000. En 2020, Météo-France publie une typologie des climats de la France métropolitaine dans laquelle la commune est exposée à un climat océanique altéré et est dans la région climatique  Centre et contreforts nord du Massif Central, caractérisée par un air sec en été et un bon ensoleillement. 
Pour la période 1971-2000, la température annuelle moyenne est de 10,9 °C, avec une amplitude thermique annuelle de 16,5 °C. Le cumul annuel moyen de précipitations est de 842 mm, avec 12 jours de précipitations en janvier et 7,5 jours en juillet. Pour la période 1991-2020, la température moyenne annuelle observée sur la station météorologique de Météo-France la plus proche, « Fours », sur la commune de Fours à 8 km à vol d'oiseau, est de 11,4 °C et le cumul annuel moyen de précipitations est de 904,1 mm. 
La température maximale relevée sur cette station est de 40,8 °C, atteinte le 5 août 2003 ; la température minimale est de −13,2 °C, atteinte le 24 décembre 2001,,. 
Les paramètres climatiques de la commune ont été estimés pour le milieu du siècle (2041-2070) selon différents scénarios d'émission de gaz à effet de serre à partir des nouvelles projections climatiques de référence DRIAS-2020. Ils sont consultables sur un site dédié publié par Météo-France en novembre 2022.

## Urbanisme

### Typologie
Au 1er janvier 2024, La Nocle-Maulaix est catégorisée commune rurale à habitat très dispersé, selon la nouvelle grille communale de densité à sept niveaux définie par l'Insee en 2022.
Elle est située hors unité urbaine et hors attraction des villes,.

### Occupation des sols
L'occupation des sols de la commune, telle qu'elle ressort de la base de données européenne d’occupation biophysique des sols Corine Land Cover (CLC), est marquée par l'importance des territoires agricoles (59,7 % en 2018), une proportion sensiblement équivalente à celle de 1990 (59,9 %). La répartition détaillée en 2018 est la suivante : prairies (55,3 %), forêts (36,2 %), zones agricoles hétérogènes (3,6 %), zones urbanisées (1,7 %), milieux à végétation arbustive et/ou herbacée (1,5 %), eaux continentales (0,8 %), terres arables (0,7 %). L'évolution de l’occupation des sols de la commune et de ses infrastructures peut être observée sur les différentes représentations cartographiques du territoire : la carte de Cassini (XVIIIe siècle), la carte d'état-major (1820-1866) et les cartes ou photos aériennes de l'IGN pour la période actuelle (1950 à aujourd'hui).

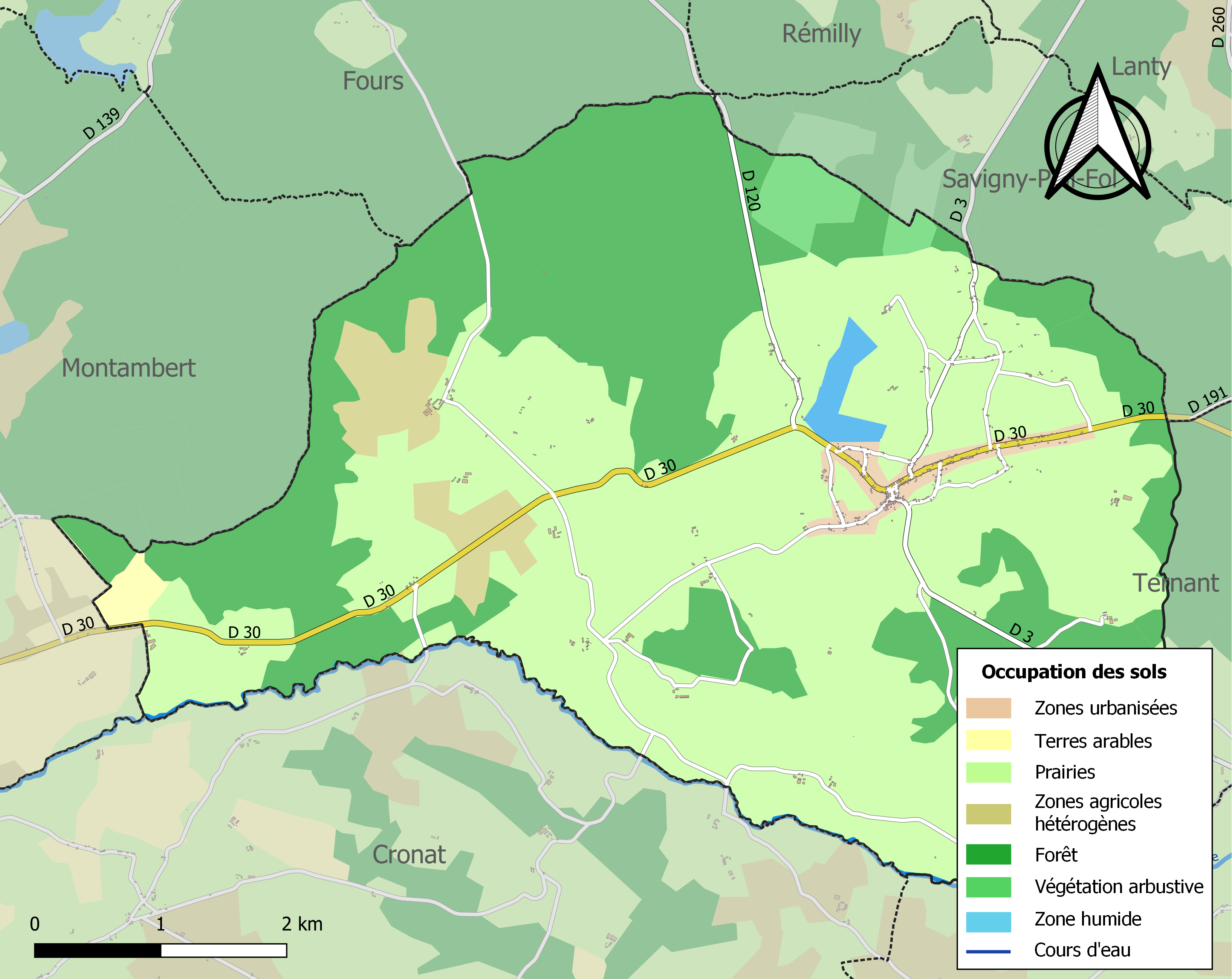
Carte des infrastructures et de l'occupation des sols de la commune en 2018 (CLC).

## Toponymie
Son nom provient de la fusion des communes de la Nocle et de Maulaix par arrêté à la fin du XIXe siècle. Aujourd'hui, Maulaix est un lieu-dit de la commune situé à environ un kilomètre du centre du village.

## Histoire

### Des Éduens à la fin de l'époque médiévale
Le village de La Nocle se situe depuis toujours au cœur d'une forêt. C'est une forêt de feuillus (bouleaux et chênes), avec des taillis, des zones de marécages et de landes. Au temps des Gaulois, la population est principalement composée de forestiers qui vivent en clans familiaux. Ils forment les premiers hameaux des forêts. Ce sont des Éduens, tribu gauloise, dont la capitale est Bibracte (sur le mont Beuvray). Dans cette forêt, on trouve des bûcherons, des charbonniers qui fabriquent le charbon de bois, des forgerons qui travaillent le fer. Les Éduens sont des Celtes. Au temps des Mérovingiens (première dynastie des rois francs jusqu'en 751), on trouve déjà à La Nocle un domaine rural. À l'époque carolingienne, un domaine se constitue à l'ouest du bourg actuel. La charte le concernant date de 855 apr. J.-C. On trouve également à cette époque une vigne sur le coteau de Montprisy et on sait qu'alors seigle et avoine sont les cultures principales. Au IXe siècle, Tanchrade (premier seigneur de La Nocle connu) fonde avec l'autorisation de Jonas, évêque d'Autun, l'oratoire de La Nocle (lieu destiné à la prière) et aménage sa « manse » (étendue nécessaire pour l'entretien d'une famille). La demeure de Tanchrade ainsi que ce premier édifice chrétien se situent sur la hauteur du bourg actuel. Tanchrade attire des habitants en leur permettant de se consacrer à l'agriculture et aux travaux de la forêt. Tanchrade (ou Tankrède) est aidé par sa femme Richtrude. Leurs fils, Achard et Achimond, feront don de l'emplacement de l'église ainsi que des terres aux autorités chrétiennes. L'oratoire de La Nocle est consacré par l'évêque le 10 avril 865 sous le vocable de Saint-Cyr. Le 16 juin, jour de la Saint-Cyr, est resté le jour de la fête paroissiale. Saint Cyr est un martyr de Tarse en Cilicie, région de Turquie au sud-est de l'Anatolie. Il mourut avec sa mère Julitte à l'âge de trois ans environ, en l'an 404 après J.-C. Le Moyen Âge est l'époque du défrichement des parties fertiles de la forêt, de l'assèchement des marais afin de créer prairies et étangs. Le village de La Nocle étant situé au cœur d'une forêt épaisse, dont le chêne est la principale essence, cette position reculée le met à l'abri des razzias, des invasions et des épidémies. Le premier oratoire chrétien de Tanchrade est remplacé au XIIe siècle par une nouvelle « basilique » plus vaste, dont le clocher domine une partie de la région. Elle s'élèvera dans le village jusque dans la deuxième partie du XIXe siècle pour être remplacée par un nouvel édifice. Au IXe ou Xe siècle, la manse de Tanchrade laisse place à une demeure médiévale qui présente vraisemblablement toutes les caractéristiques d'un château fort.
En 1371, Gauthier de Sautur (Sautour ?) est seigneur de La Nocle (avec aussi des biens à Thaix).
En 1411, sa fille, Alips de Sautur épouse Arnaud/Armand sire de Seneterre (fils de Bertrand III et père : par un premier lit, d'Antoine Ier de Saint-Nectaire, et par Alips/Alix, de Catherine de Saint-Nectaire qui marie Jean de Chalencon de Chassignolles). Selon certains auteurs, une Emgarde, fille d'Alips et d'Arnaud de Saint-Nectaire épouse Guy (Ier) de Salins, d'où la succession — quelque peu embrouillée — de La Nocle vers les Rochebaron et les Salins,, et Marthe Gauthier : Au carrefour de 3 provinces, La Nocle et ses seigneurs, 1968).
Au XVe siècle, Antoine de Rochebaron (décédé en 1463 ; cf. Rochebaron) serait seigneur de La Nocle, de Thaix, de Maulaix, et en tout cas de Berzé le Châtel. Il était écuyer tranchant de Philippe le Bon et avait épousé Philipotte, fille naturelle de Jean sans Peur (et non de Philippe le Bon) : d'où Alix/Alips de Rochebaron, qui marierait (autre) Guy (II) de Salins, et serait dame de La Nocle du chef de son père ou bien de son mari.

### La Nocle duXVIeauXVIIIesiècle
En 1522, un autre Guy (III) de Salins (peut-être petit-fils de celui qui précède, lui-même fils du premier Guy de Salins ?), seigneur de La Nocle et Chevalier, est député au Parlement de Bourgogne. Il est issu des seigneurs de la ville de Salins où son ancêtre, banquier originaire d'Asti, est trésorier des Salines royales. Il devint seigneur de La Nocle par sa grand-mère Alips de Rochebaron. À cette époque, le château de La Nocle se transforme en une demeure digne des premiers châteaux de la Loire. Au décès de Guy de Salins en 1526, son fils Hugues de Salins devient seigneur de La Nocle. Sa fille Madeleine de Salins épouse Jean Ier de la Fin, chambellan du roi. Ils eurent quatre fils (Jean II, Jacques, Guy et Magdelon) et deux filles (Claude et Magdeleine). Le mariage de Claude avec François-Antoine de/du Saix (Saix ? est célébré à La Nocle le 5 octobre 1552.
En 1565, Louis de Gonzague est devenu duc de Nevers et est resté fidèle au roi et à la religion catholique. Parmi les seigneurs nivernais ralliés à la Réforme sont ceux de La Nocle. Jean Ier de la Fin, seigneur de La Nocle est resté fidèle au catholicisme, mais trois de ses fils (Jean II, Jacques et Guy) ont adhéré à la Réforme. Jean Ier de la Fin est décrit par ses contemporains comme un homme de bien et d'honneur, fidèle en amitié et tolérant en matière de religion. Il accepte à La Nocle une troupe calviniste dès 1575. Au demeurant, le Morvan reste agité jusqu'en 1596.
Jean de la Fin est envoyé par Condé en 1575 comme émissaire pour tenter de rapprocher protestants, catholiques et politiques. Il mènera plusieurs missions à la demande de la couronne, jusqu'à Londres, après lesquelles il se retire sur les terres de La Nocle et gère son domaine. Il décédera à La Nocle. Il sera inhumé dans la foi protestante. Ses filles se convertiront au catholicisme et deviendront religieuses.
Jacques de la Fin est un ami intime de la Reine Margot, fille de Catherine de Médicis. Il initie ou participe aux intrigues et complots de la cour. Henri IV l'utilise mais ne lui accorde ni sa confiance, ni son estime. Il se lie au catholique Biron, dont il dénonce cependant le complot en 1602. Finalement, il est attaqué à Paris le 20 avril 1606 par une douzaine d'hommes et est assassiné. Le roi ne cherche pas à trouver les meurtriers.
À la mort de Jean Ier de la Fin, c'est Guy, le plus jeune fils, qui hérite de La Nocle.
Guy de la Fin mène des combats dans le camp des Réformés. Il fait partie de l'Armée protestante constituée par Condé, qui pilla Vézelay et la Charité-sur-Loire. Sur ces terres, il sait imposer la tolérance religieuse et la sécurité jusqu'à la fin des guerres de religion. Sa fille aînée Louise-Madeleine de la Fin-Salins hérite de La Nocle. Elle rencontre Alexandre de Saint-André Dupuy-Montbrun, celui-ci rendant visite à Nevers à son frère aîné, lieutenant général du Nivernais, puis l'épouse en 1641.
Le château appartient désormais à la famille Dupuy-Montbrun et sera au sommet de sa splendeur de 1645 à 1720. Louise-Madeleine de La Fin y vit en permanence et modernise le vieux château médiéval. C'est à cette époque que le roi érige la seigneurie de La Nocle en marquisat pour « services rendus ». Alexandre résidera à La Nocle en dehors des campagnes de guerre. Il y décède en août 1673 et y est enseveli au cimetière catholique, bien que fervent protestant, et ce avec l'appui de l'évêque d'Autun. Malgré la révocation de l'édit de Nantes le 18 octobre 1685, la veuve d'Alexandre Dupuy-Montbrun est autorisée par l'évêque d'Autun à célébrer le culte calviniste.
Les Dupuy-Montbrun ont trois filles. L'aînée, Charlotte, épouse son cousin Jacques Dupuy-Montbrun qui devient grand Chambellan du duc d'Orléans, puis lieutenant général du Nivernais ; une sœur de Charlotte, Marguerite, est dame de Châtillon. À la révocation de l'édit de Nantes, Jacques Dupuy-Montbrun se convertit à la religion catholique. Il vit à La Nocle où on le retrouve dans les registres paroissiaux jusqu'à son décès le 6 février 1715. La fille de Charlotte et Jacques, Louise Alexandrine Cornélie épouse en 1699 Jean-François Elzéar de Pontevès. Le couple vit également à La Nocle, organise de grandes chasses et des réceptions avec les châtelains des environs. Mais en juin 1719, ils vendent leurs terres du Nivernais et de Bourgogne au maréchal Hector de Villars, qui devient ainsi propriétaire du marquisat.
Pierre de Vogüé-Gourdan, en mai 1770, recueillit une partie de la succession de son oncle, le maréchal de Villars (la sœur du maréchal, Charlotte de Villars, était la femme de Louis III de Vogüé de Gourdan et la mère de Pierre). Il s'agissait principalement de la terre de La Nocle sur laquelle était assis le titre de grand d'Espagne. Elle comptait deux châteaux, sept seigneuries, quarante-deux domaines, six moulins, un haut fourneau avec sa forge, des fours pour la chaux et les tuiles, soixante étangs à poissons. La terre de La Nocle couvrait 6 000 hectares et rapportait 50 000 livres de revenus par an.

### La Révolution
À la Révolution, le château est en très mauvais état et est vendu comme bien national. Les acquéreurs continuent son démantèlement et il est entièrement démoli vers 1860.

## Politique et administration
| Période | Période  | Identité       | Étiquette      | Qualité             |
| ------- | -------- | -------------- | -------------- | ------------------- |
| 1989    | 2001     | Jean Magerand  |                |                     |
| 2001    | 2008     | Michèle Amour  | Apparentée PCF | Institutrice        |
| 2008    | 2014     | Marcel Nicolas | Sans étiquette | Paysan              |
| 2014    | 2020     | Michel Harasse |                | Commerçant retraité |
| 2020    | En cours | Pascal Perrin  | Sans étiquette |                     |

## Démographie
L'évolution du nombre d'habitants est connue à travers les recensements de la population effectués dans la commune depuis 1793. Pour les communes de moins de 10 000 habitants, une enquête de recensement portant sur toute la population est réalisée tous les cinq ans, les populations de référence des années intermédiaires étant quant à elles estimées par interpolation ou extrapolation. Pour la commune, le premier recensement exhaustif entrant dans le cadre du nouveau dispositif a été réalisé en 2006.

En 2022, la commune comptait 270 habitants, en évolution de −3,57 % par rapport à 2016 (Nièvre : −3,28 %, France hors Mayotte : +2,11 %).
| 1793 | 1800 | 1806 | 1821 | 1831 | 1836 | 1841 | 1846 | 1851 |
| ---- | ---- | ---- | ---- | ---- | ---- | ---- | ---- | ---- |
| 712  | 693  | 605  | 704  | 826  | 778  | 784  | 801  | 771  |

| 1856 | 1861 | 1866  | 1872 | 1876  | 1881  | 1886  | 1891  | 1896  |
| ---- | ---- | ----- | ---- | ----- | ----- | ----- | ----- | ----- |
| 787  | 775  | 1 045 | 975  | 1 052 | 1 194 | 1 142 | 1 100 | 1 115 |

| 1901  | 1906  | 1911 | 1921 | 1926 | 1931 | 1936 | 1946 | 1954 |
| ----- | ----- | ---- | ---- | ---- | ---- | ---- | ---- | ---- |
| 1 064 | 1 057 | 905  | 819  | 771  | 682  | 637  | 632  | 537  |

| 1962 | 1968 | 1975 | 1982 | 1990 | 1999 | 2006 | 2011 | 2016 |
| ---- | ---- | ---- | ---- | ---- | ---- | ---- | ---- | ---- |
| 543  | 541  | 552  | 450  | 376  | 332  | 294  | 299  | 280  |

| 2021 | 2022 | - | - | - | - | - | - | - |
| ---- | ---- | - | - | - | - | - | - | - |
| 273  | 270  | - | - | - | - | - | - | - |

## Lieux et monuments
- Église Saint-Cyr.
- L'étang Marnant.

## Personnalités liées à la commune
- Guy de Salins (?-1526), seigneur de la Nocle, chevalier et député au Parlement de Bourgogne (1522).
- Alexandre de Saint-André Dupuy-Montbrun (1600-1673), marquis de La Nocle-Maulaix, maréchal de camp des armées protestantes, capitaine général des armées du roi, généralissime des armées de terre de la république de Venise.
- Jacques du Puy-Montbrun : marquis de La Nocle-Maulaix, baron de Ternant, seigneur de la châtellenie de Savigny-Poil-Fol (?- 6 février 1715)[19].
- Isaë Bonfils (1697-?) : maître du domaine de la Chauvetière, né à La Nocle-Maulaix[20].
- Jérôme Bertin, journaliste et comédien.